# Lovehoney
Lovehoney es una empresa británica que vende juguetes sexuales, lencería y regalos eróticos a través de Internet. Su lema es "la gente de la felicidad sexual". Además de la venta minorista, Lovehoney tiene más de 400 productos de marca propia y realiza desarrollo y publicidad. En 2014, la empresa fue el foco de un programa de televisión titulado Frisky Business, que analizaba sus operaciones diarias.

## Antecedentes
Lovehoney fue fundada en Bath, Somerset en 2002 por Richard Longhurst (ex editor de la revista .net y PC Format) y Neal Slateford (exmiembro de DNA). La empresa emplea a 230 personas en la zona y es distribuidor oficial de productos Durex en el Reino Unido.
En 2009-10, Lovehoney tuvo una facturación de £10,4 millones y unos beneficios de £1,5 millones. En 2010-11 tuvo una facturación de £13,4 millones, y en 2011-12 tuvo una facturación de £16 millones.